# Jaap Penraat
Jacob (Jaap) Penraat (Amsterdam, 11 april 1918 - Catskill (New York), 25 juni 2006) was een Nederlandse architect en industrieel ontwerper. In de Tweede Wereldoorlog was hij actief als verzetsstrijder. 
Penraat was architect, binnenhuisarchitect en industrieel ontwerper. van onder meer gipsen tegels en heiligenbeelden. Hij was samen met industrieel ontwerper Friso Kramer verantwoordelijk voor het ontwerp van het interieur van de Amsterdamse bolkoptrams. Hij ontwierp ook televisietoestellen en meubels.

## Tweede Wereldoorlog
Hij begon in het verzet met het vervalsen van persoonsbewijzen voor vervolgde Joden. Later redde hij ruim 400 Joden het leven door ze te helpen vanuit Nederland via Frankrijk naar het neutrale Spanje te vluchten. Hij had met een vervalste Duitse opdrachtbrief werkvergunningen losgekregen voor de aanleg van de Atlantikwal. Hijzelf of zijn maat de fotograaf Kryn Taconis brachten de "werklui" naar Frankrijk, vanwaar ze verder werden geholpen naar Spanje.
Penraat werd een keer gearresteerd en gefolterd, maar liet niets los. Na zijn vrijlating zette hij zijn verzetswerk voort. Hij heeft ondergedoken gezeten in het doktershuis van Landsmeer met zijn vrouw Noor Dekker, dochter van de schrijver Maurits Dekker. Het echtpaar scheidde in 1950. In 1958 emigreerde hij naar de Verenigde Staten. Op 11 juni 1988 kreeg hij een onderscheiding van Yad Vashem, het Holocaustmuseum in Jeruzalem. Bij deze gelegenheid vertelde hij vóór de oorlog niet te hebben geweten wie Jood was en wie niet. "De nazi's hebben dat onderscheid gecreëerd." In 1997 is hij erkend als Rechtvaardige onder de Volkeren.